# Petting (Film)
Petting ist ein US-amerikanisches Filmdrama aus dem Jahr 1969, das von Frank Perry nach dem gleichnamigen, 1968 erschienenen, Roman von Evan Hunter inszeniert wurde.

## Handlung
Die beiden Jugendlichen Peter und Dan verbringen ihre Sommerferien auf Fire Island. Am Strand treffen die Jungen auf das Mädchen Sandy, die sich um eine verletzte Möwe kümmert. Die Jungen entfernen einen Angelhaken aus dem Hals des Vogels. Peter, Dan und Sandy werden schnell Freunde und verbringen ihre Zeit miteinander. Sie gehen schwimmen, fahren mit einem Boot aufs Meer, rauchen Marihuana und entdecken nach einem Kinobesuch ihre erwachende Sexualität.
An einem Nachmittag lernen die drei die etwas füllige 15-jährige Rhoda kennen. Rhoda ist scheu und hat Angst, Freundschaften zu schließen. Als Peter herausfindet, dass Sandy die Möwe brutal getötet hat, weil sie ihr in den Finger gebissen hat, wendet er sich Rhoda zu. Sandy, die eine Antwort von einem Computer-Date-Service erhalten hat, macht sich über Rhodas Unerfahrenheit mit Jungen lustig. Mit Hilfe von Peter und Dan kann sie Rhoda dazu bringen, sich als Sandy auszugeben und in einem Restaurant ihr Computer-Date, den Puerto-Ricaner Anibal, zu treffen. Auch Peter, Dan und Sandy kommen zu dem Treffen. Sie machen Anibal betrunken und überlassen ihn, zum Entsetzen Rhodas, einigen Rowdys. Rhoda beschwert sich bei Peter, der sich nun von ihr abwendet und mit Sandy und Dan ein Picknick in einem Waldstück machen will.
Bei dem Picknick versucht Dan Sandy zu verführen. Doch Rhoda taucht auf und macht Dans Plan zunichte. Sandy ist von Rhodas Eindringen in die Gruppe verstört. Sie zieht ihr Bikinioberteil aus und fordert Rhoda auf, das Gleiche zu tun. Rhoda will wieder gehen, doch Sandy bringt die Jungen dazu, Rhoda festzuhalten. Rhoda bittet Peter um Hilfe, doch der hält sie mit Sandy am Boden fest. Sie wird von Dan vergewaltigt. Danach lassen die drei Rhoda zurück. Sandy und Dan kehren zum Strand zurück, während Peter zögert und auf einer nahen Sanddüne auf Rhoda wartet.

## Kritik
Das Lexikon des internationalen Films beschrieb den Film als „lediglich in Teilen überzeugende psychologische Studie über Pubertätsprobleme: Einzelne Phänomene sind angemessen erfaßt, die sozialen Umstände werden von der vordergründigen Inszenierung jedoch nur mangelhaft durchleuchtet.“
Vincent Canby, Kritiker der New York Times, schrieb, die Perrys machen Filme mit lebhaften Darstellungen und Stimmungen. Der Film sei gemein und fehlerbehaftet, aber auch ein wortkarger Kommentar, den man nicht so einfach abtun könne.
Roger Ebert von der Chicago Sun-Times lobt den Film als einen der besten, ehrlichsten und tiefgründigsten, die er je gesehen habe.
Auch die Variety bezeichnete die Produktion als soliden Einblick mit guter Darstellung und sensibler Regie.
Voll des Lobes zeigt sich auch der Evangelische Film-Beobachter: „Der Film des begabten Regisseurs Perry […] behandelt sein heikles Thema nicht primitiv-spekulativ, sondern trotz des schockierenden Endes mit spürbarem Ernst. Ab 18 des Ansehens und der Diskussion wert!“

## Auszeichnungen
Catherine Burns wurde 1970 mit dem KCFCC-Award des Kansas City Film Critics Circle als beste Nebendarstellerin. Im gleichen Jahr wurde sie für den Oscar als beste Nebendarstellerin nominiert.
Der Film wurde mit dem Laurel Award als Sleeper of the Year ausgezeichnet. Barbara Hershey belegte als Female New Face Platz 6. Frank Perry wurde zudem als bester Regisseur beim Festival Internacional de Cine de Mar del Plata geehrt.

## Hintergrund
Der Film feierte am 10. Juni 1969 seine Premiere. In Deutschland kam er am 14. November des gleichen Jahres in die Kinos.
Ralph Waite und Richard Thomas spielten ab 1972 in der Fernsehserie Die Waltons wieder Vater und Sohn.
Frank Perry inszenierte den Film nach einem Drehbuch seiner Ehefrau Eleanor. Hier arbeitete das Paar zum vierten Mal zusammen. Für den Film war es notwendig, die Rollen mit jungen Schauspielern zu besetzen. Während Barbara Hershey und Richard Thomas, zum Zeitpunkt der Dreharbeiten 21 bzw. 18 Jahre alt, schon Erfahrungen durch TV-Produktionen hatten, war es für den 23-jährigen Bruce Davison das Filmdebüt, während die ein Jahr ältere Catherine Burns das zweite Mal vor einer Kamera stand.